# Aktach
Pour l’article homonyme, voir Aktach (rivière).
Aktach (en russe : Акташ; ce qui signifie « roche blanche » en altaï méridional) est un village avec une population de 2126 habitants en 2023 qui se trouve au sud-est de la république de l'Altaï (fédération de Russie) au kilomètre 788 de la route de la Tchouïa qui mène en Mongolie. Cette localité abrite la 75e brigade de l'Altaï qui garde les frontières. C'est ici que les étrangers doivent faire leur demande deux mois à l'avance pour pénétrer le territoire frontalier au-delà de Koch-Agatch. Akatch dépend du territoire administratif du raïon d'Oulagan.

## Géographie

### Situation
Akatch se trouve sur le versant sud des monts Kouraï. À droite de la vallée de la rivière Tchibit, on atteint, après avoir franchi la Porte Rouge, le lac Tcheïbek-Kol et au-delà la route d'Oulagan qui mène à Oust-Oulagan et à la réserve naturelle de l'Altaï, patrimoine mondial de l'Unesco. 

### Localité limitrophe
Le village le plus proche est de celui de Tchibit à 5,9 km
|         |        |  |
| Tchibit | Aktach |  |
|         |        |  |

## Histoire
Le village a été fondé dans les années 1940 pour la recherche du mercure et l'exploitation forestière. Aujourd'hui c'est également une étape vers la Mongolie et la steppe de la Tchouïa avec des garages, un marché, des magasins, une poste, une filiale de la Sberbank et un établissement d'enseignement général. Le village a été endommagé par le tremblement de terre du 27 septembre 2003 et les autorités locales ont mis du temps à reconstruire les bâtiments démolis.

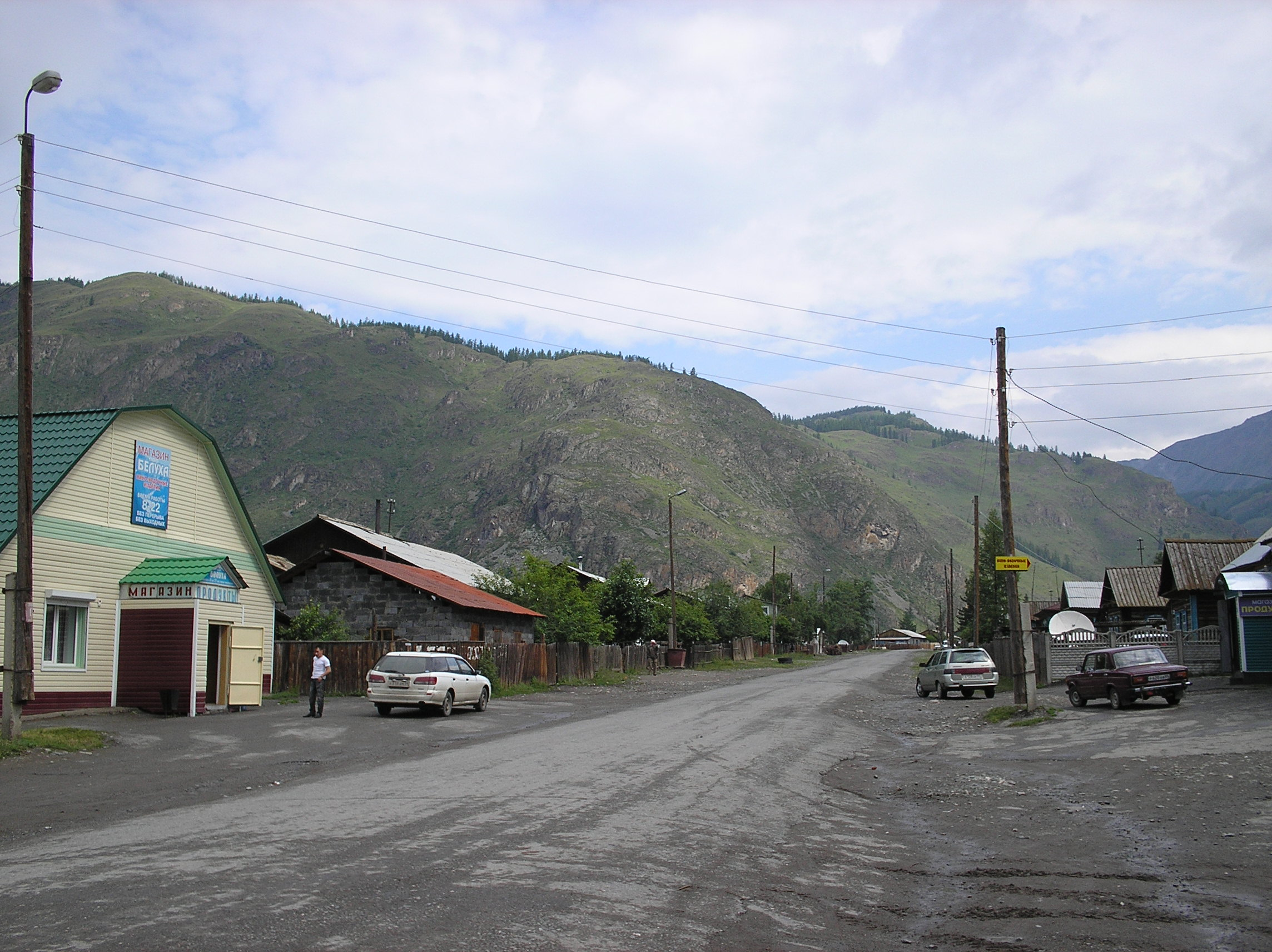
Vue d'une rue d'Aktach

### Exploitation du mercure
Les gisements de mercure ont été découverts en 1842 par Tchikhatchov, mais l'exploitation systématique n'a commencé qu'en 1942 en pleine guerre. On y trouve du cinabre fait de sulfure de mercure. C'est ainsi que le village prend naissance avec ses isbas construites pour les ouvriers de la mine et de la petite usine.

## Démographie
Recensements (*) et estimations de la population,,:
| 1970* | 1979* | 1989* | 2002* | 2010* | 2012  |
| ----- | ----- | ----- | ----- | ----- | ----- |
| 3 539 | 3 293 | 3 550 | 3 356 | 2 755 | 2 731 |

| 2013  | 2014  | 2015  | 2016  | 2017  | 2018  |
| ----- | ----- | ----- | ----- | ----- | ----- |
| 2 743 | 2 433 | 2 441 | 2 418 | 2 401 | 2 407 |

| 2019  | 2020  | 2021* | 2023  | - | - |
| ----- | ----- | ----- | ----- | - | - |
| 2 476 | 2 465 | 2 113 | 2 126 | - | - |